# Ania Guédroïtz
Ania Guédroïtz, née princesse Agnes Alexéievna Guedroitz le 15 janvier 1949 à Dublin en Irlande, est une comédienne belge.

## Biographie
Ania Guédroïtz naît à Dublin en 1949 de l'union du prince Alexis Nicolaiévitch Guedroitz et d'Oonagh Ryan (sœur de l'actrice de cinéma Kathleen Ryan). 
Elle grandit en Belgique auprès de son père remarié. Scolarisée à Bruxelles, elle y entame des études d'art dramatique au Conservatoire royal, où elle obtient un premier prix "avec grande distinction" en 1972. En plus du français, sa langue principale, elle parle aussi le russe et l'anglais.
Elle commence ensuite une carrière professionnelle dans différents théâtres bruxellois. En 1973, elle épouse l'acteur de théâtre belge Jean-Claude Frison dont elle a un fils, Michaël Frison, né en 1974. Le couple se sépare en 1977. 
En 1992, elle est nommée chevalier de l'ordre de Léopold II.

## Théâtre

### Rôles principaux
- 1971-1972 : Agnès dans L’École des femmes de Molière au Rideau de Bruxelles
- 1972-1973 : Marianne dans Les Caprices de Marianne d'Alfred de Musset au Théâtre national de Belgique
- 1976-1977 : Mousseline dans Mousseline de Louis Velle à la Compagnie des Galeries
- 1977-1978 : Agnès dans L’École des femmes de Molière à la Compagnie des Galeries
- 1977-1978 : Isabelle dans L’École des maris de Molière à la Compagnie des Galeries
- 1977-1978 : Suzanneke dans Le Mariage de Mademoiselle Beulemans de Fonson et Wicheler à la Compagnie des Galeries
- 1977-1978 : Alison dans Printemps à Rome ! de Samuel Taylor à la Compagnie des Galeries
- 1979-1980 : Nina dans La Mouette d'Anton Tchekhov à la Compagnie des Galeries
- 1989-1990 : Sophie dans Le jeu de l'Amour et de la Mort de Romain Rolland à la Compagnie Yvan Baudouin
- 1989-1990 : Aglaé dans L'Hurluberlu de Jean Anouilh au Théâtre royal du Parc
- 1991-1992 : Denise dans L’Éloignement de Loleh Bellon au Théâtre royal du Parc
- 1992-1993 : Mathilde dans Un caprice d'Alfred de Musset au Théâtre royal du Parc

### Principaux seconds rôles
- 1970-1971 : Gnese dans Il Campiello de Carlo Goldoni au Rideau de Bruxelles
- 1971-1972 : Anémone dans Cher Antoine de Jean Anouilh au Rideau de Bruxelles
- 1971-1972 : Isabelle dans Le Menteur de Pierre Corneille au Rideau de Bruxelles
- 1972-1973 : Henriette dans Les Femmes savantes de Molière au Théâtre National de Belgique
- 1972-1973 : Mathilde dans Les Fils du soleil de Christopher Hampton au Rideau de Bruxelles
- 1972-1973 : Lady Janet dans Mangeront-ils ? de Victor Hugo au Théâtre National de Belgique
- 1972-1973 : Un témoin dans Le Troisième Jour de Ladislas Fodor à la Comédie Claude Volter
- 1974-1975 : Henriette dans Les Femmes savantes de Molière au Rideau de Bruxelles
- 1974-1975 : Iris dans La guerre de Troie n'aura pas lieu de Jean Giraudoux au Rideau de Bruxelles
- 1974-1975 : Frida dans Henri IV de Luigi Pirandello au Rideau de Bruxelles
- 1975-1976 : Polly dans Lady pain d'épices de Neil Simon à la Compagnie des Galeries
- 1975-1976 : Saby dans Ne coupez pas mes arbres de William Douglas Home à la Compagnie des Galeries
- 1975-1976 : Jacqueline dans Oscar de Claude Magnier à la Compagnie des Galeries
- 1975-1976 : Patricia dans Une femme qui a le cœur trop petit de Fernand Crommelynck au Rideau de Bruxelles
- 1976-1977 : Marie-Rose  dans Harvey de Mary Chase à la Compagnie des Galeries
- 1976-1977 : Ania dans Les portes claquent de Michel Fermaud à la Compagnie des Galeries
- 1976-1977 : Annick dansQuarante carats de Barillet et Grédy à la Compagnie des Galeries
- 1977-1978 : Olympia dans Don Juan de Michel de Ghelderode à la Compagnie des Galeries
- 1977-1978 : Gwendoline dans Parodies de Tom Stoppard au Rideau de Bruxelles
- 1978-1979 : La princesse Nathalie dans Le Prince de Hombourg de Heinrich von Kleist à la Compagnie des Galeries
- 1979-1980 : Lucille dans La Mort de Danton de Georg Büchner à la Compagnie des Galeries
- 1979-1980 : L'américaine dans Oncle Sam de Victorien Sardou à la Comédie Claude Volter
- 1980-1981 : Nancy dans Le Cauchemar de Bella Manningham de Patrick Hamilton à la Compagnie des Galeries
- 1988-1989 : Mademoiselle Nina dans La Vengeance d'une orpheline russe du Douanier Rousseau au Rideau de Bruxelles
- 1990-1991 : Marie dans Le Retour au désert de Bernard-Marie Koltès au Rideau de Bruxelles
- 1991-1992 : Alix dans Chaud et Froid de Fernand Crommelynck au Théâtre royal du Parc
- 1992-1993 : Priscilla dans Les Sanctuaires de Victoria Swann de René Lambert au Théâtre royal du Parc
- 1993-1994 : Emma  dans Boule de suif de Guy de Maupassant au Théâtre royal du Parc
- 1994-1995 : Thea dans Hedda Gabler de Henrik Ibsen au Théâtre royal du Parc
- 1995-1996 : Marina dans Les Rustres de Carlo Goldoni au Théâtre royal du Parc
- 1997-1998 : Fina dans Maître Puntila et son Valet Matti de Bertolt Brecht à l'Atelier Théâtre Jean Vilar
- 1998-1999 : Mariana dans Tout est bien qui finit bien de William Shakespeare à l'Atelier Théâtre Jean Vilar

## Filmographie

### Télévision
- 1973 : Armande de Kersaint dans la série télévisée Rue de la Grande Truanderie réalisée par Jacques Vernel (RTBF)
- 1977 : Agnès dans la version télévisée de L’École des femmes de Molière au château de la Bruyère à Émines réalisée par Michel Rochat (RTBF)

### DVD
- 1976 : Les portes claquent - Coffret "Christiane Lenain" (RTBF Editions, 2010)
- 1978 : Le Mariage de Mademoiselle Beulemans[5] - Coffret (RTBF Editions, 2008)

### Court métrage au cinéma
- 1992 : "La riche" dans Les sept pêchés capitaux[6] réalisé par Pascal Zabus

## Distinction
- Chevalier de l'ordre de Léopold II